# Kadino Selo
Kadino Selo är ett samhälle i Bosnien och Hercegovina. Det ligger i entiteten Republika Srpska, i den centrala delen av landet, 23 km öster om huvudstaden Sarajevo. Kadino Selo ligger 997 meter över havet och antalet invånare är 209.
Terrängen runt Kadino Selo är kuperad. Närmaste större samhälle är Sokolac, 13,9 km öster om Kadino Selo.
Omgivningarna runt Kadino Selo är en mosaik av jordbruksmark och naturlig växtlighet. Runt Kadino Selo är det ganska tätbefolkat, med 67 invånare per kvadratkilometer.